# عبد الوهاب بن محمد غوث
عبد الوهاب بن محمد غوث (1793 ميلاديًا - 1868 ميلاديًا) هو من عُلماء الهند في أواخر القرن الثالث عشر، وله مُؤلف «كشف الأحوال في نقد الرجال» في الجرح والتعديل. يذكر كتاب «فهرس الخزانة التيمورية» أنهُ «المولى عبد الوهاب بن المولوى محمد غوث بن ناصر الدين محمد ابن نظام الدين أحمد المدراسيّ من علماء الهند في أواخر القرن الثالث عشر، كان موجودًا سنة 1277».
تذكر المصادر أنه عبد الوهاب بن محمد غوث بن ناصر الدين محمد بن نظام الدين أحمد المدراسي المولود سنة 1208 هجريًا والمتوفي سنة 1285 هجريًا. كما تُشير إليه المصادر باسم «المدراسي عبد الوهاب بن محمد غوث، الشافعي»، كما تذكر أنهُ تُوفي عام 1285 هجريًا الموافق 1868 ميلاديًا. وتذكر مصادر أُخرى أنه تُوفي عام 1860 ميلاديًا، وتشير إليه باسم «عبد الوهاب بن محمد غوث بن محمد بن أحمد المدراسي»، ويُشير كتاب «معجم المؤلفين (محدثون)» بأنَّ «عبد الوهاب المدراسي... محدث، أصولي. من آثاره: كشف الأحوال في نقد الرجال في الجرح والتعديل».
يذكر كتاب «الرسالة المستطرفة لبيان مشهور كتب السنة المشرفة» أنَّ «للشيخ (عبد الوهاب بن محمد غوث الشافعي المدراسي) كتاب: (أكمل الوسائل لرجال الشمائل)».